# Aeropuerto Internacional Mariscal La Mar

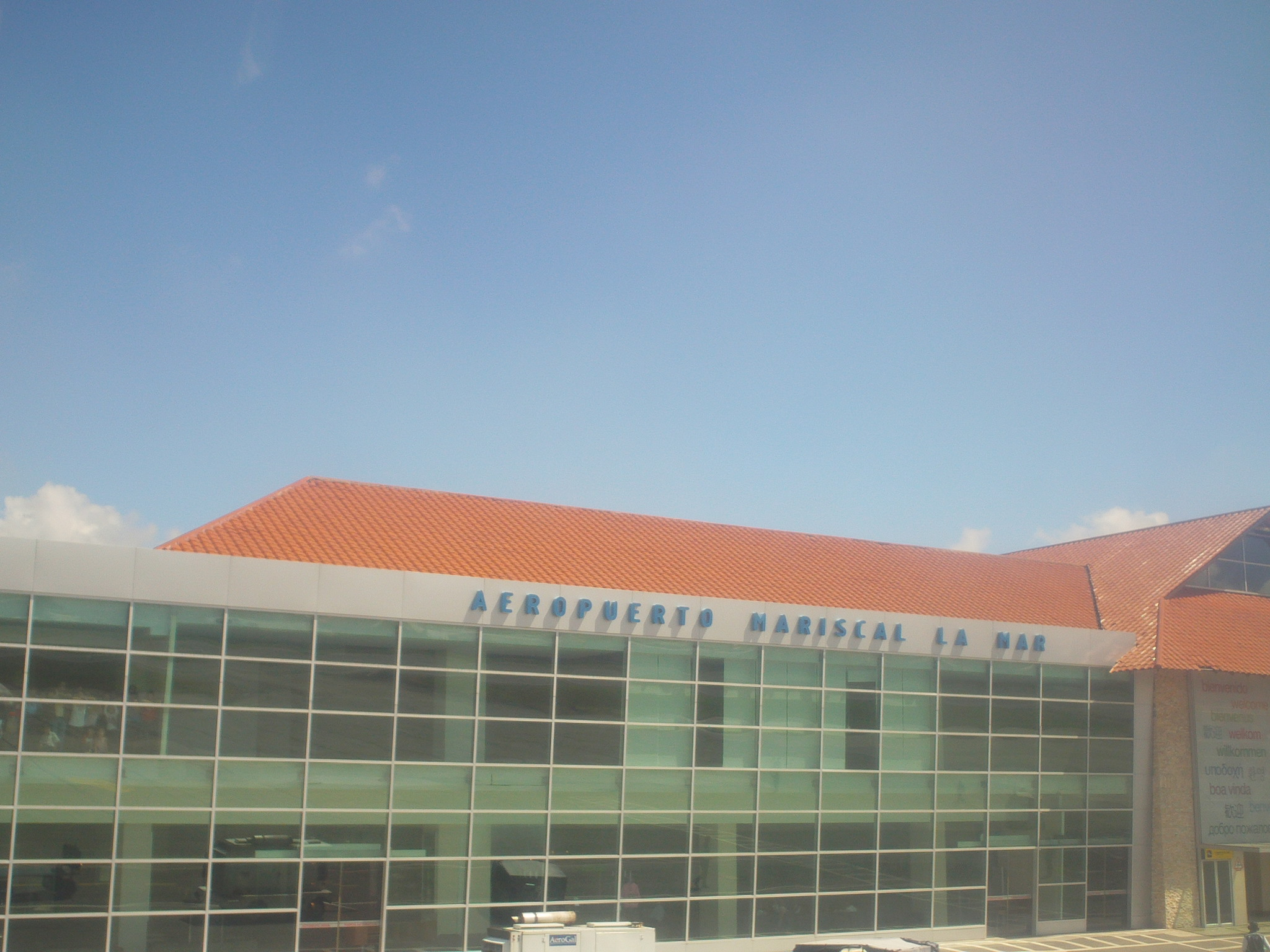
Vista desde un avión de Aerogal.

El Aeropuerto Internacional Mariscal La Mar (IATA: CUE, OACI: SECU) es la terminal aérea que le brinda servicio a la ciudad de Cuenca, Ecuador. Los vuelos locales toman cerca de 55 minutos desde Quito y 35 minutos desde Guayaquil.

## Historia

### Antecedentes
El 4 de noviembre de 1920 el piloto italiano Elia Liut partió desde Guayaquil para hacer lo que nadie antes había podido, llegar a la ciudad de Cuenca por el aire. Así fue como aterrizó con su pequeño bimotor, "El Telégrafo Uno", en medio del campo de Jericó, en Narancay.
Luego de este hecho, el primer campo de aviación de la ciudad se situó cerca de la población de Ricaurte, en una explanada llamada "Tablón de Machángara", que fue adquirida por el Ejército del Ecuador. A este campo de aviación se le puso el nombre de "Campo de Aviación Mariscal La Mar" en honor al cuencano José de la Mar. 
El 8 de julio de 1934 se cumplieron los primeros vuelos directos Quito-Cuenca-Quito, con dos naves piloteadas por los mayores Luis Mantilla y Cosme Renella, que circunvalaron sobre la ciudad antes del aterrizaje, causando entusiasmo y admiración de los cuencanos.
En 1940, en la Segunda Guerra Mundial, los Estados Unidos preocupados por el avance de la Alemania nazi se interesaron en ampliar su presencia en el Ecuador. Así fue como la compañía Pan-American Grace Airways (Panagra), que volaba desde 1929 de Guayaquil a San Cristóbal en Panamá con un hidroavión Sikorsky S-38, consiguió un contrato para el mantenimiento de los aeropuertos del país. Con el contrato, Panagra, decidió ampliar sus servicios a la ciudad de Cuenca, pero para hacerlo necesitaba un aeropuerto más grande y seguro, por lo que comisionó a Fausto Moscoso, funcionario de la agencia de Panagra en Guayaquil, y a su cuñado Miguel Malo, para buscar un lugar para la construcción de un nuevo aeropuerto. 

### Construcción
Ya localizado el sitio, Douglas Campwell, Vicepresidente de Panagra en Lima, visitó el lugar y dio su autorización. Comenzó entonces la adquisición de los terrenos, con ayuda de la ahora Alcaldía de Cuenca, y la construcción de la pista, con lastre, y la llamada "Casa del Aeropuerto", ya que no era una terminal real sino más parecida a una casa común. El aeropuerto contaba con todo el equipo necesario para la época, desde un radio transmisor que informaba a los pilotos, hasta mecheros de queroseno para un posible aterrizaje nocturno.
Al aeropuerto se llegaba por un camino que partía de la Avenida Quito, hoy Avenida Gil Ramírez Dávalos.
El aeropuerto fue oficialmente inaugurado el 23 de abril de 1941. La ceremonia fue presidida por el entonces Presidente del Ecuador, Carlos Arroyo del Río, que estaba acompañado de los Ministros de Gobierno Carlos Aguilar Vázquez, de Defensa Vicente Santisteban Elizalde, sus esposas, el vicepresidente de Panagra para América Latina, Douglas Campwell, la Reina de la Aviación de Pichincha, Gloria Eastman Lasso y las autoridades locales, presididas por el gobernador Julio Vinueza y el Jefe de la III Zona Militar, Agustín Albán Borja.
Con el aeropuerto abierto, Panagra inició los vuelos a la ciudad el 25 de abril de 1941 con un Douglas DC-3. La compañía seguiría con estos vuelos hasta finales de la década de 1960 cuando Panagra salió del país.

### Ampliaciones y mejoras
El aeropuerto fue ampliado el 18 de mayo de 1951 y su pista el 25 de julio de 1952. Con el aumento en la cantidad de usuarios, se amplió nuevamente la terminal en 1953 y además se construyó la primera torre de control con dos pisos de altura. La segunda ampliación de la pista inicia el 15 de octubre de 1971 y en agosto de 1982 finalmente se pavimenta, además ese mismo año se instala el cerramiento y los sistemas de ayuda para la navegación de vuelo. La actual torre de control se construyó un año después en 1983. El actual sistema de ayuda para aterrizajes (ILS) se instaló el 4 de abril de 2002, lo que le permitió al aeropuerto ampliar sus horarios y aumentar la cantidad de aterrizajes con mal tiempo.

### Actualidad

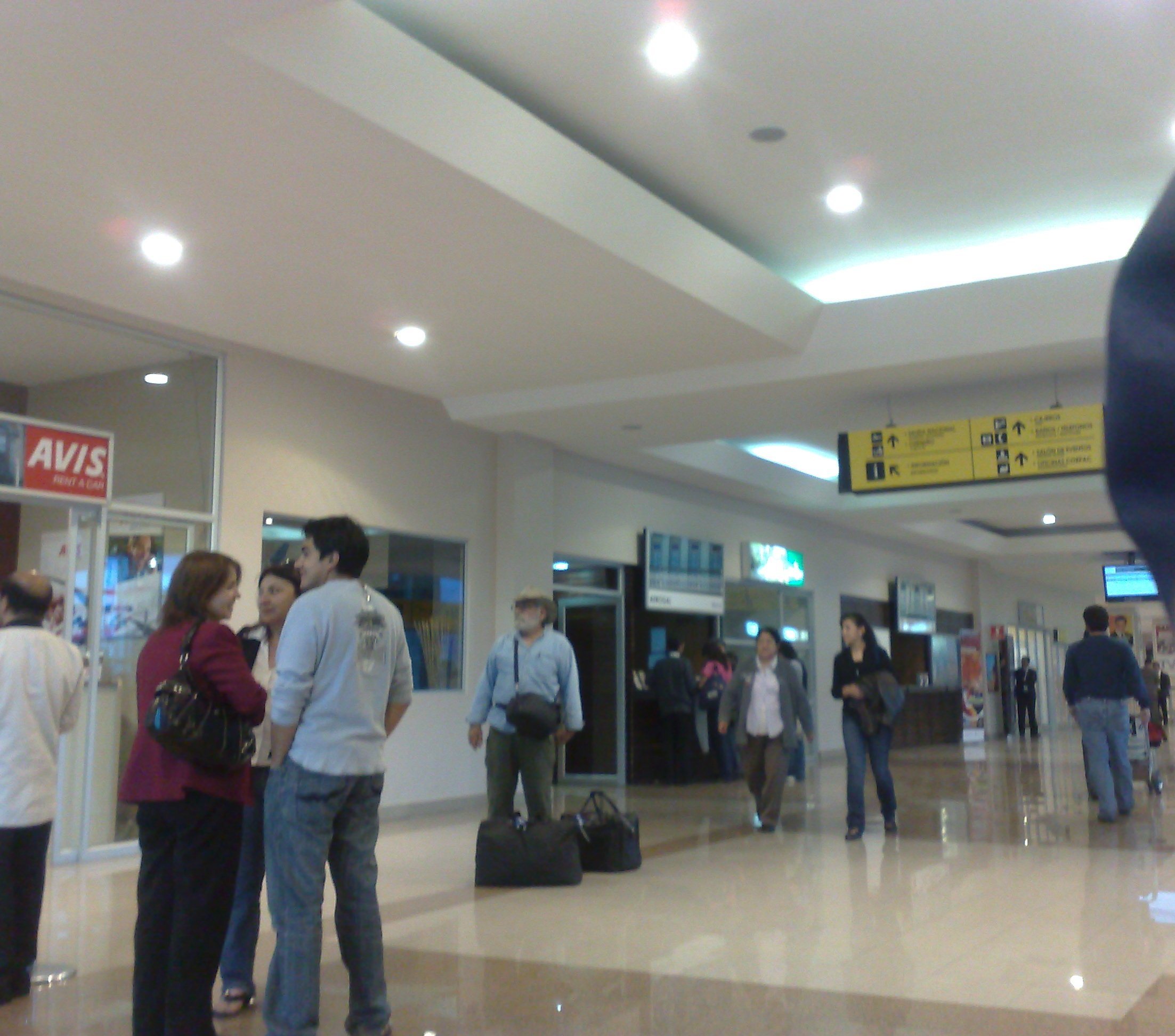
Interior del Aeropuerto Internacional Mariscal La Mar.

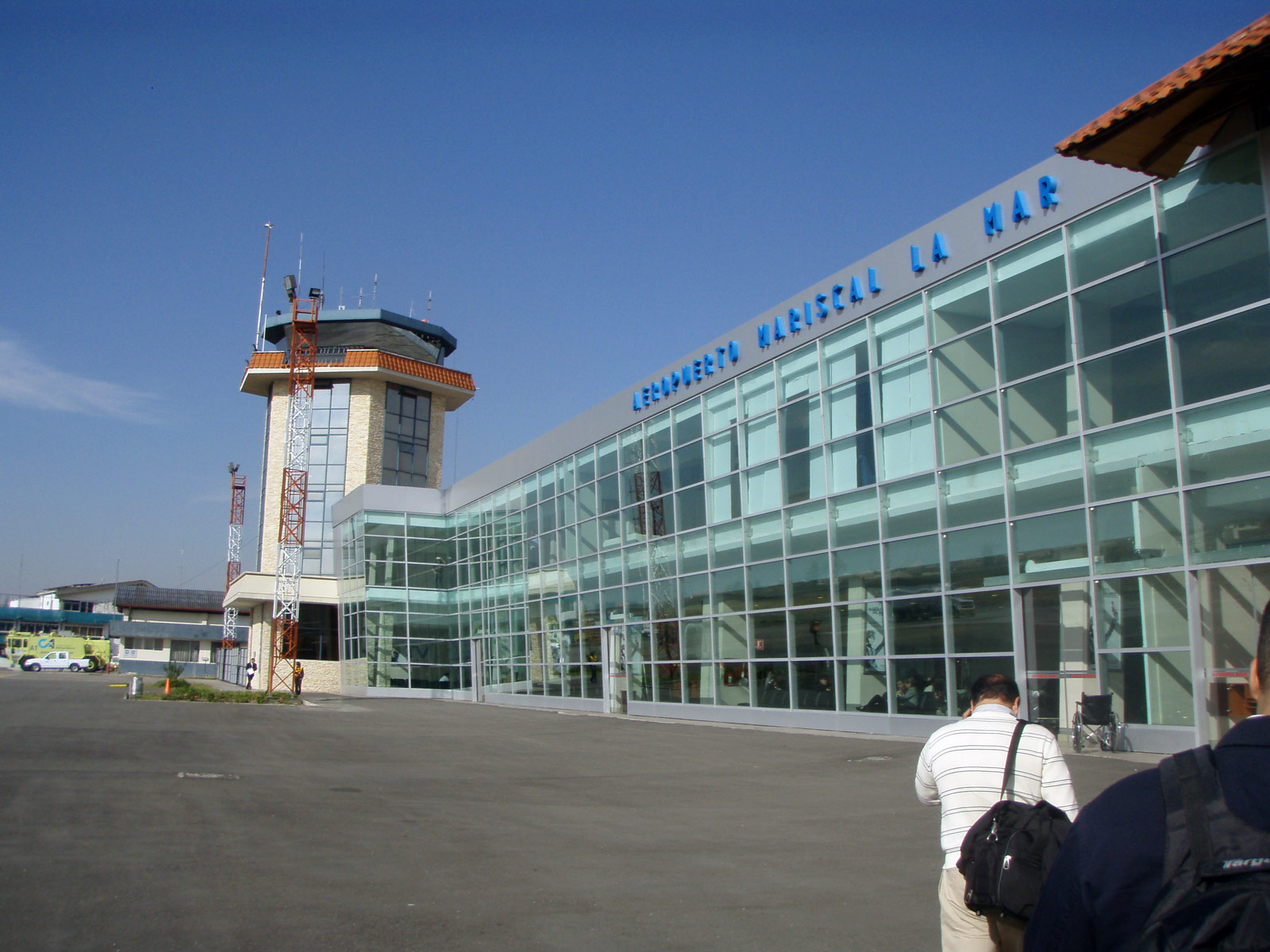
Aeropuerto Internacional Mariscal La Mar en 2009.

El 1 de noviembre de 2005 mediante decreto ejecutivo se autoriza a la Alcaldía de Cuenca, a la ampliación, transformación, mejoramiento, administración y mantenimiento del aeropuerto. De esta manera la alcaldía crea la Corporación Aeroportuaria de Cuenca para cumplir con las tareas asignadas. Así en el 2008 se procedió a un cierre del aeropuerto por 15 días para el reasfalto de la pista y otras mejoras. Las reparaciones fueron diseñadas para ampliar la vida del aeropuerto 10 años más a partir de esa fecha.
Actualmente, con el crecimiento de la ciudad, el aeropuerto se ubica dentro de la zona norte de la ciudad, completamente rodeado por esta, en un área comercial, industrial y residencial. Esto genera molestias, en especial por el ruido, problemas de seguridad y de eficiencia a las aerolíneas y a los usuarios. Además a pesar de que la terminal de pasajeros ha sido constantemente actualizada y es un edificio moderno, la pista ya no puede ser ampliada pues de un lado se encuentra un barranco y del otro varias casas y negocios.

### Futuro
A finales de 2011 se iniciaron los trámites para que durante el transcurso del año 2012 se instale un nuevo radar en el sector de Tablón, además se pretende ampliar la plataforma de estacionamiento de aviones de 19.000 m² a 22.500, además de construir un nuevo parqueadero con una capacidad de 260 plazas.
Actualmente, el aeropuerto enfrenta una serie de problemas debido a su ubicación y a la imposibilidad de ampliarlo. Originalmente el aeropuerto se encontraba a las afueras de la ciudad pero con el crecimiento, la ciudad ahora lo rodea. Varios aviones han tenido problemas en especial debido al tamaño de la pista.
Desde hace varias décadas, los gobiernos locales y nacionales han buscado alternativas al actual aeropuerto. Los estudios de la época demostraron que cerca de la ciudad existen varios lugares donde se podría ubicar un nuevo aeropuerto, sin embargo, todos esos lugares presentan problemas significativos. 
La primera opción fue en el sector de Ricaurte al norte de la ciudad, se llegó a hacer una maqueta pero nunca se concretó; hoy en día sería un proyecto muy costoso y arriesgado debido a que la ciudad ya ha alcanzado la zona propuesta y decenas de viviendas y comercios se ubican en esa zona. La siguiente opción presentada fue la de la llanura de Tarqui, al sur, lugar en la cual ya estuvo a punto de construirse un nuevo aeropuerto durante la presidencia de Jaime Roldós Aguilera, pero la oposición de hacendados y ganaderos del lugar lo evitó; además la zona cuenta con una pendiente pronunciada y las montañas cercanas junto con la neblina dificultarían el aterrizaje. Otros lugares evaluados fueron: Victoria del Portete (a 35 minutos y 26,5 km del actual emplazamiento), la zona de Baguanchi, descartada por no tener suficiente extensión; Planicie del Pachamama de Llacao, descartado por ser una zona muy ventosa; y El Plateado al pie del Cerro Guaguaizhumi, descartado por la gran pendiente lateral. Otra alternativa que se ha propuesto es la compra de los terrenos aledaños al aeropuerto para la ampliación del mismo sin cambiar su ubicación, sin embargo esta alternativa es extremadamente costosa y no se eliminarían todos los problemas pues el aeropuerto se seguiría ubicado en el interior de la ciudad. Actualmente se piensa que el área cercana al sector de Tablón podría ser una opción pero no se han realizado estudios.

## Características técnicas
Las características del aeropuerto son las siguientes:
El aeropuerto se encuentra ubicado a 2532 metros sobre el nivel del mar con una temperatura referencial de 24 grados centígrados. La operación del aeropuerto se inicia a las 11h00 UTC a 02h00 UTC todos los días del año, esto es 6h00 y termina a las 21h00 en el horario local UTC-5.
Las características de la pista son: 
- Largo: 1900 metros.
- Ancho: 36.00 metros.
- Área total de 68.400 metros cuadrados. A los extremos Nor-Oriental y Sur-Occidental, se tiene un área adicional (llamadas orejas) de 18.446.00m². Por lo tanto, el área total real de la pista es de 86.846,00m².
- Umbral cabecera 0-5: S 02º53``41.0” y W 78º59``28.1” con una elevación de 2531,73 metros (8306,2 pies) sobre el nivel del mar.
- Umbral cabecera 2-3: S 02º53``03.1 y W 78º58` 39.06” con una elevación de 2516,45 metros (8256,07 pies) sobre el nivel del mar.

La iluminación de la pista es la siguiente:
- 12 Luces PAPIS, cabecera 23.
- 8 Luces PAPIS, cabecera 05.
- 16 Luces verdes, inicio de pista 05/23.
- 16 Luces rojas, final de pista 05/23.

La calle de rodaje está construida sobre pavimento flexible, paralela a la pista a una distancia de 78 m y comunica con la cabecera 0-5 del aeropuerto con una longitud de 580 m con un ancho de 18 m.
El aeropuerto cuenta con una plataforma de pavimento rígido de 250 m de largo por 50 m de ancho, paralela a 70 m del eje de la pista.
La terminal, relativamente pequeña, tiene 5.126 m² de construcción en 2 plantas, siendo un edificio completamente moderno.

## Aerolíneas y destinos
| Destinos          | Aeropuertos                                     | Frecuencias semanales | Aerolíneas      |
| ----------------- | ----------------------------------------------- | --------------------- | --------------- |
| Guayaquil, Guayas | Aeropuerto Internacional José Joaquín de Olmedo | 5                     | LATAM Ecuador   |
| Quito, Pichincha  | Aeropuerto Internacional Mariscal Sucre         | 17                    | Avianca Ecuador |
| Quito, Pichincha  | Aeropuerto Internacional Mariscal Sucre         | 30                    | LATAM Ecuador   |

### Futuros destinos

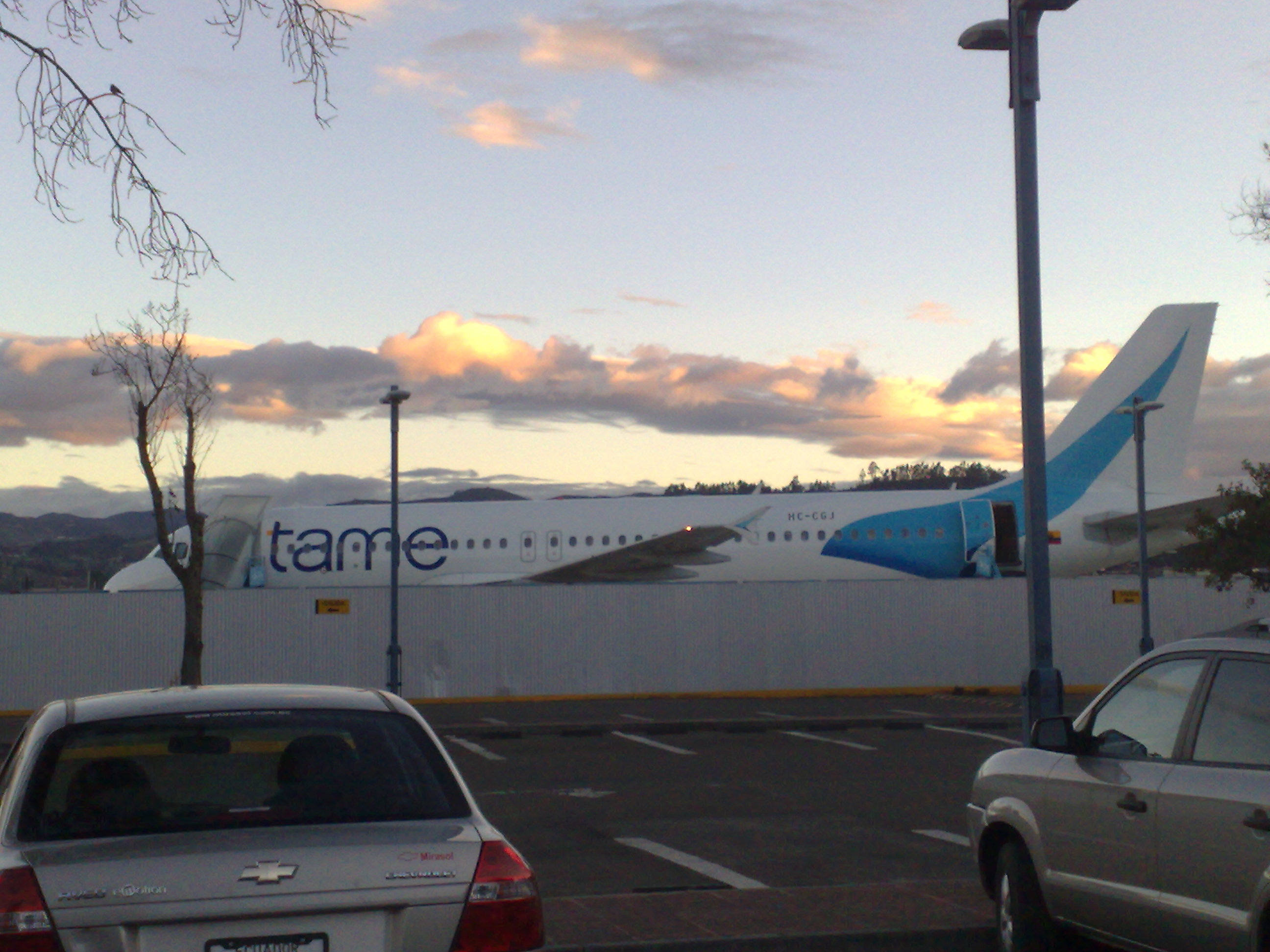
Airbus A320 de TAME estacionado en el Aeropuerto Mariscal Lamar.

| Países  | Destinos          | Aeropuertos                                                   | Aerolíneas    | Notas                |
| ------- | ----------------- | ------------------------------------------------------------- | ------------- | -------------------- |
| Ecuador | Baltra, Galápagos | Aeropuerto Seymour-Baltra (vía UIO)                           | LATAM Ecuador | Fecha pendiente      |
| Perú    | Lima              | Aeropuerto Internacional Jorge Chávez                         | JetSmart Perú | Destinos solicitados |
| Perú    | Piura             | Aeropuerto Internacional Capitán FAP Guillermo Concha Iberico | JetSmart Perú | Destinos solicitados |
| Perú    | Talara            | Aeropuerto Internacional Capitán FAP Víctor Montes Arias      | JetSmart Perú | Destinos solicitados |

## Antiguas aerolíneas y destinos que cesaron operación
| Destinos               | Aeropuertos                             | Aerolíneas             | Años de operación          |
| ---------------------- | --------------------------------------- | ---------------------- | -------------------------- |
| Guayaquil, Guayas      | Aeropuerto José Joaquín de Olmedo       | Air Cuenca             | 2008-2011                  |
| Guayaquil, Guayas      | Aeropuerto José Joaquín de Olmedo       | Ícaro Air              | 2004-2009                  |
| Guayaquil, Guayas      | Aeropuerto José Joaquín de Olmedo       | Línea Aérea Cuencana   | 2012-2017                  |
| Guayaquil, Guayas      | Aeropuerto José Joaquín de Olmedo       | Panagra                | 1940-1959                  |
| Guayaquil, Guayas      | Aeropuerto José Joaquín de Olmedo       | SAN-SAETA              | 1960-2000                  |
| Guayaquil, Guayas      | Aeropuerto José Joaquín de Olmedo       | SEDTA                  | 1940-1942                  |
| Guayaquil, Guayas      | Aeropuerto José Joaquín de Olmedo       | TAME                   | 1962-2020                  |
| Guayaquil, Guayas      | Aeropuerto José Joaquín de Olmedo       | TAME Express           | 2007-2009/2011-2018        |
| Macas, Morona Santiago | Aeropuerto Coronel Edmundo Carvajal     | Austro Aéreo           | 2001-2004                  |
| Quito, Pichincha       | Aeropuerto Internacional Mariscal Sucre | Aeroregional           | 2019-2020, 2021, 2023-2024 |
| Quito, Pichincha       | Aeropuerto Internacional Mariscal Sucre | Air Cuenca             | 2008-2011                  |
| Quito, Pichincha       | Aeropuerto Internacional Mariscal Sucre | Ícaro Air              | 2004-2009                  |
| Quito, Pichincha       | Aeropuerto Internacional Mariscal Sucre | Línea Aérea Cuencana   | 2012-2017                  |
| Quito, Pichincha       | Aeropuerto Internacional Mariscal Sucre | Panagra                | 1940-1959                  |
| Quito, Pichincha       | Aeropuerto Internacional Mariscal Sucre | SAN-SAETA              | 1960-2000                  |
| Quito, Pichincha       | Aeropuerto Internacional Mariscal Sucre | SEDTA                  | 1940-1942                  |
| Quito, Pichincha       | Aeropuerto Internacional Mariscal Sucre | TAME                   | 1962-2020                  |
| Quito, Pichincha       | Aeropuerto Internacional Mariscal Sucre | TAME Express (vía XMS) | 2007-2009                  |
| Santa Rosa, El Oro     | Aeropuerto Internacional de Santa Rosa  | Aeroregional           | 2023                       |

## Estadísticas
| Pasajeros nacionales | Pasajeros nacionales |
| -------------------- | -------------------- |
| 2016                 | 161.725              |
| 2017                 | 148.592              |
| 2018                 | 182.361              |
| 2019                 | 188.236              |
| 2020                 | 59.405               |
| 2021                 | 199.619              |
| 2022                 | 300.949              |
| 2023                 | 480.670              |

| # | Ciudad y provincia | Pasajeros | Dif. 2022  | Aerolíneas                                   |
| - | ------------------ | --------- | ---------- | -------------------------------------------- |
| 1 | Quito, Pichincha   | 218.862   | 21,3%      | Aeroregional, Avianca Ecuador, LATAM Ecuador |
| 2 | Guayaquil, Guayas  | 23.232    | 137,52%    | LATAM Ecuador                                |
| 3 | Santa Rosa, El Oro | 366       | Nueva ruta | Aeroregional                                 |

## Accidentes e incidentes
- El 11 de julio de 1983 ocurrió el Accidente del vuelo de TAME Boeing 737-200 de la compañía TAME considerado como el peor accidente de la aviación ecuatoriana.[16]
- El 13 de mayo de 2011 a las 20:10 (hora local) un avión Boeing 737-500 de la compañía Air Cuenca se salió de la pista al momento del aterrizaje, sin reportar heridos graves.[17]
- El 28 de abril de 2016 a las 07:51 (hora local) un avión Embraer 190 de la compañía TAME se salió de la pista al momento del aterrizaje, sin reportar heridos graves.[18][19][20]